# Paysage près de Beauvais

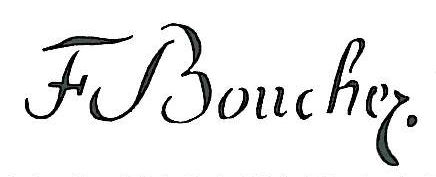
Signature de Boucher.

Le Paysage près de Beauvais est une huile sur toile peinte vers 1740 par François Boucher et conservée au musée de l'Ermitage de Saint-Pétersbourg.

## Représentation
Peinte dans les années 1740, elle représente un paysage de campagne près de Beauvais en été avec une rivière sortant d'un pont de pierre au milieu sur fond de deux maisons: un moulin avec une tour sur la gauche et une petite chaumière sur la droite. Trois petits personnages animent ce paysage : une lavandière sur une barque avec un homme derrière elle à sa droite et une femme sur le balcon de bois du moulin qui étend son linge. Un petit chien de profil se tient sur des pierres au milieu de la rivière.
Le tableau est signé « F. Boucher » en bas à droite. Il a pu être daté au début des années 1740 par les experts d'après les ressemblances qu'il présente avec des œuvres postérieures composées lorsque l'artiste travaillait à la manufacture de Beauvais (1743-1755). Dans le livret du Salon de 1740, il est déjà mentionné Un païsage...où l'on voit un moulin et dans celui de 1743 Un païsage où paroit un moulin à eau… Une toile est peinte en 1743 comme le pendant de cette œuvre de l'Ermitage. Elle est mentionnée également dans le livret du Salon de 1743 comme Son Pendant représente une vieille tour & sur le devant des blanchisseuses.
Un dessin reprenant exactement le côté gauche du tableau est conservé au Rijksmuseum.
Au milieu du XVIIIe siècle, ce tableau faisait partie de la collection Lenoir et au début du XXe siècle de la collection Olive à Saint-Pétersbourg. Il est entré dans les collections de l'Ermitage en 1923. Il a été transféré à Moscou en 1925 dans les collections du musée de l'art occidental, situé dans l'ancien hôtel particulier de Sergueï Chtchoukine, avant de retourner à l’Ermitage en 1930.

## Expositions
- 1742, Salon de Paris (Vue des environs de Beauvais) ;
- 1956, Léningrad, exposition d'art français du XIIe au XXe siècle[2] ;
- 1970, Léningrad, exposition François Boucher.